# Parafia św. Barbary w Milejczycach
Parafia św. Barbary – parafia prawosławna w Milejczycach, w dekanacie Kleszczele diecezji warszawsko-bielskiej.
Na terenie parafii funkcjonują 3 cerkwie:
- cerkiew św. Barbary w Milejczycach – parafialna
- cerkiew św. Mikołaja w Milejczycach – cmentarna
- cerkiew św. Apostoła Tomasza w Milejczycach – cmentarna

## Historia
Pierwsze pisemne wzmianki o cerkwiach prawosławnych w Milejczycach pochodzą z 1516. W miejscowości istniały wówczas: cerkiew św. Barbary (parafialna) oraz cerkiew św. Mikołaja wraz z działającym przy niej męskim monasterem. Parafia została erygowana przed 1529. W tym właśnie roku król Zygmunt I Stary wsparł finansowo cerkiew św. Barbary. Według innego źródła król sfinansował budowę cerkwi w Milejczycach w 1566; nie ma tam jednak wzmianek o istnieniu monasteru (prawdopodobnie mnisi przenieśli się w okolice dzisiejszego sanktuarium na Grabarce, a należąca do wspólnoty ziemia została podzielona między milejczyckie cerkwie).
Pod koniec XVI w. niemal wszyscy mieszkańcy miejscowości wyznawali prawosławie. Obecny na synodzie w Brześciu (1596) proboszcz milejczyckiej parafii złożył podpis przeciwko postanowieniom zawieranej unii. Mimo to prawdopodobnie już w XVII w. obydwie cerkwie stały się unickie. W 1725 parafia wchodziła w skład dekanatu kamienieckiego diecezji włodzimiersko-brzeskiej.
W 1839, w myśl synodu połockiego, parafia weszła w skład nowo utworzonej eparchii wileńskiej i litewskiej Rosyjskiego Kościoła Prawosławnego. Oprócz dwóch cerkwi w Milejczycach, parafia posiadała też cerkiew cmentarną w Sobiatynie (obecnie należącą do parafii w Sasinach). W 1847 parafia liczyła 1594 wiernych i 2 duchownych.
W 1859 w wyniku pożaru cerkiew parafialna uległa znacznym uszkodzeniom. W 1870 otwarto pierwszą milejczycką szkołę cerkiewną. W tym okresie w Milejczycach bardzo aktywnie działało bractwo cerkiewne, skupiające ok. 200 osób. W 1878 parafia liczyła 2094 wiernych. W 1887 rozebrano cerkiew św. Mikołaja (pochodzącą prawdopodobnie z 1820), z której drewno sprzedano do Zubacz celem zbudowania tam cerkwi cmentarnej. Około 1890 wzniesiono cerkiew cmentarną pod wezwaniem św. Mikołaja. 20 czerwca 1899 rozpoczęto budowę cerkwi parafialnej w miejscu poprzedniej, nie nadającej się do użytku. Prace ukończono 8 września 1900; konsekracja nowej cerkwi miała miejsce 25 września tegoż roku.
W 1900 parafia należała do dekanatu Wysokie Litewskie w nowo powstałej eparchii grodzieńskiej. W skład parafii wchodziły: miasteczko Milejczyce i wsie Bystre, Chanie, Grabarka, Jałtuszczyki, Klimkowicze, Kościukowicze, Nurczyk, Nurzec, Sasiny, Sobiatyno oraz osada młyńska Chursy. W 1903 wsie Sasiny i Bystre włączono do nowo utworzonej parafii Przemienienia Pańskiego w Sasinach, a w 1913 do tejże parafii dołączono wieś Sobiatyno. Na początku XX w. parafia milejczycka prowadziła 3 szkoły: cerkiewno-parafialną (żeńską), parafialną i ludową. Ewakuacja parafii (w wyniku działań wojennych) nastąpiła w dniach 1–3 sierpnia 1915.
Powroty z bieżeństwa rozpoczęły się już w 1918. Władze niepodległej Polski zgodziły się na reaktywację parafii (jako etatowej); natomiast sąsiednie wspólnoty prawosławne (działające przed 1915 jako samodzielne parafie) – w Rogaczach, Sasinach, Żerczycach i Żurobicach – stały się filiami parafii milejczyckiej. W 1926 cerkiew parafialna została ogrodzona, a na początku lat 30. przeprowadzono remont świątyni. Nie zrealizowano natomiast planów przeniesienia cerkwi cmentarnej z Zubacz do Milejczyc. W okresie międzywojennym parafia – bez filii – liczyła ponad 2000 wiernych (w tym około 1000 w samych Milejczycach). Wspólnoty w Rogaczach, Sasinach i Żerczycach stopniowo (w latach 1928–1940) odzyskały samodzielność jako parafie. Wspólnota w Żurobicach pozostała filią parafii milejczyckiej; w późniejszym czasie została włączona do parafii w Żerczycach. Wieś Pokaniewo, należąca przed 1915 do parafii żerczyckiej, od 1928 wchodzi w skład parafii w Milejczycach.
W czasie II wojny światowej, mimo różnych ograniczeń nałożonych przez władze okupacyjne, parafia nie przerwała działalności. Mimo spalenia znacznej części wsi, ocalała zarówno cerkiew, jak i budynki parafialne. Pierwsze nabożeństwo po wyzwoleniu spod okupacji hitlerowskiej odprawiono 31 lipca 1944.
W latach 1949–1950 miał miejsce kolejny remont cerkwi parafialnej, podczas którego świątynia otrzymała nowe dzwony, w miejsce zabranych przez Niemców w 1943. W 1951 parafię odwiedził metropolita Warszawy i całej Polski Makary. W 1958 odnowiono wnętrze cerkwi św. Barbary. Teren po dawnej cerkwi św. Mikołaja (rozebranej w 1887) ogrodzono i postawiono na nim krzyż – corocznie w uroczystość Przeniesienia Relikwii (22 maja) odbywa się na to miejsce procesja i odprawiany jest molebień. W 1960 założono nowy cmentarz prawosławny w Milejczycach (przy rozwidleniu dróg na Klukowicze i Rogacze).
W latach 70. XX w. zbudowano nową plebanię, wykonano nowe ogrodzenie wokół cerkwi parafialnej oraz odnowiono ikonostasy i ikony w obydwu cerkwiach. W 1996 wzniesiono na nowym cmentarzu prawosławnym murowaną cerkiew pod wezwaniem św. Apostoła Tomasza.
W latach 2012–2013, przy wykorzystaniu środków z Unii Europejskiej, cerkiew parafialna została gruntownie wyremontowana (m.in. wymieniono dach, oszalowanie, wykonano nową stolarkę okienną i drzwiową). W trakcie prac odnaleziono dokument erekcyjny z 22 czerwca 1899. Renowację wnętrza przeprowadzono w latach 2013–2014.
Od lat 90. XX w. parafię wielokrotnie wizytowali prawosławni hierarchowie – metropolita Bazyli (1995), metropolita Sawa (1998, 1999, 2005, 2011), biskup Miron (1998) i biskup Jerzy.
Parafianie milejczyccy każdego roku goszczą pielgrzymki udające się z Białegostoku na Grabarkę i do Jabłecznej.

## Zasięg parafii
Do parafii należą wierni z miejscowości: Milejczyce, Grabarka, Pokaniewo, Nurczyk, Klimkowicze, Wałki, Kościuszkowicze, Choroszczewo, Lubiejki, Jatłuszczyki i przysiółek Osinki.

## Proboszczowie
- 1596 – ks. Leontij
- 1887 – ks. Aleksander Bursa
- – ks. Teodor Pajewski
- – ks. Stefan Jakimiuk
- 1986(?)–2007(?) – ks. Antoni Czapko
- 28.04.2011 – 2021 – ks. Jan Kulik
- od 2021 – ks. Marek Drużba[1]

## Galeria

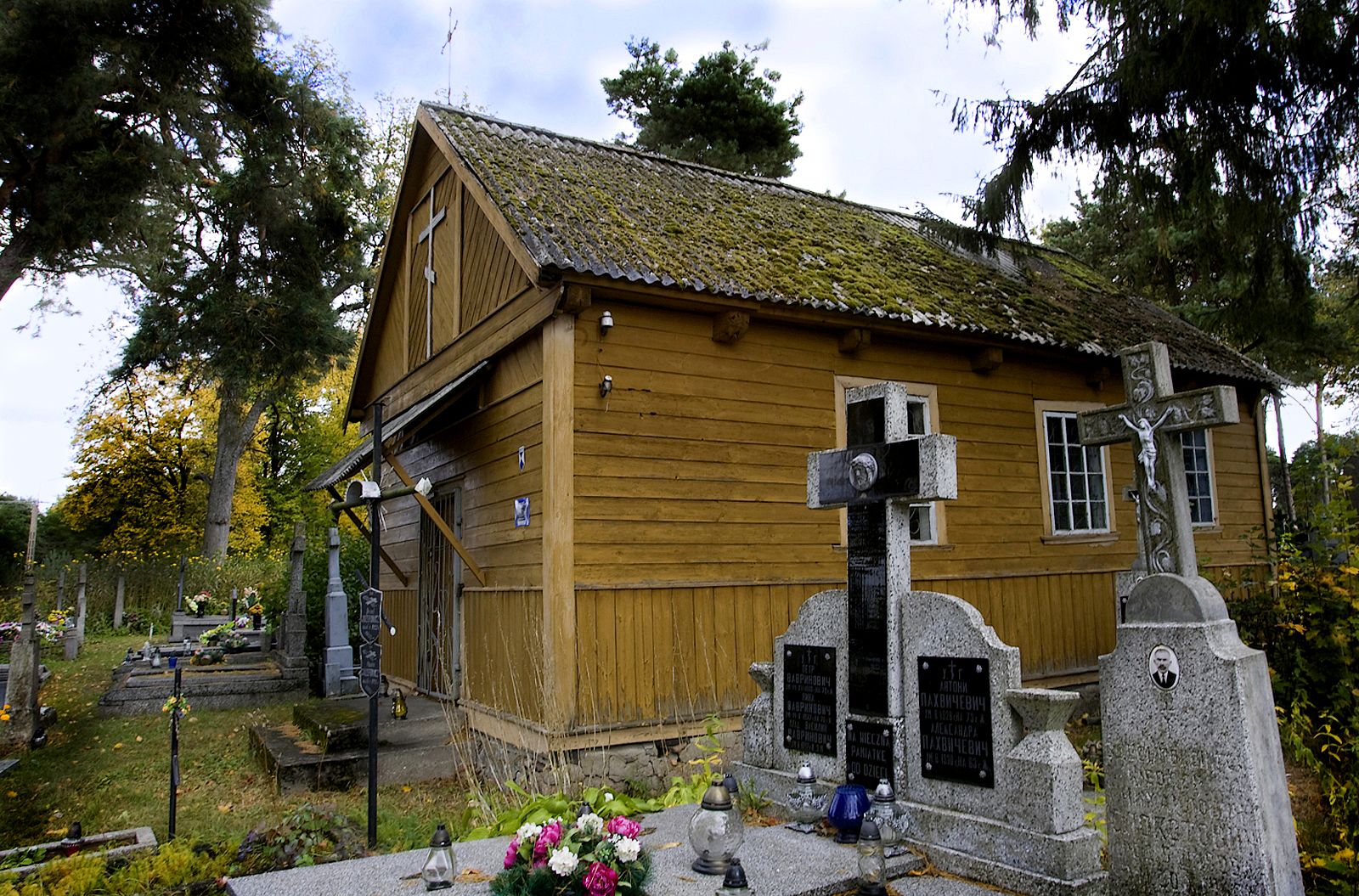
Cerkiew cmentarna św. Mikołaja
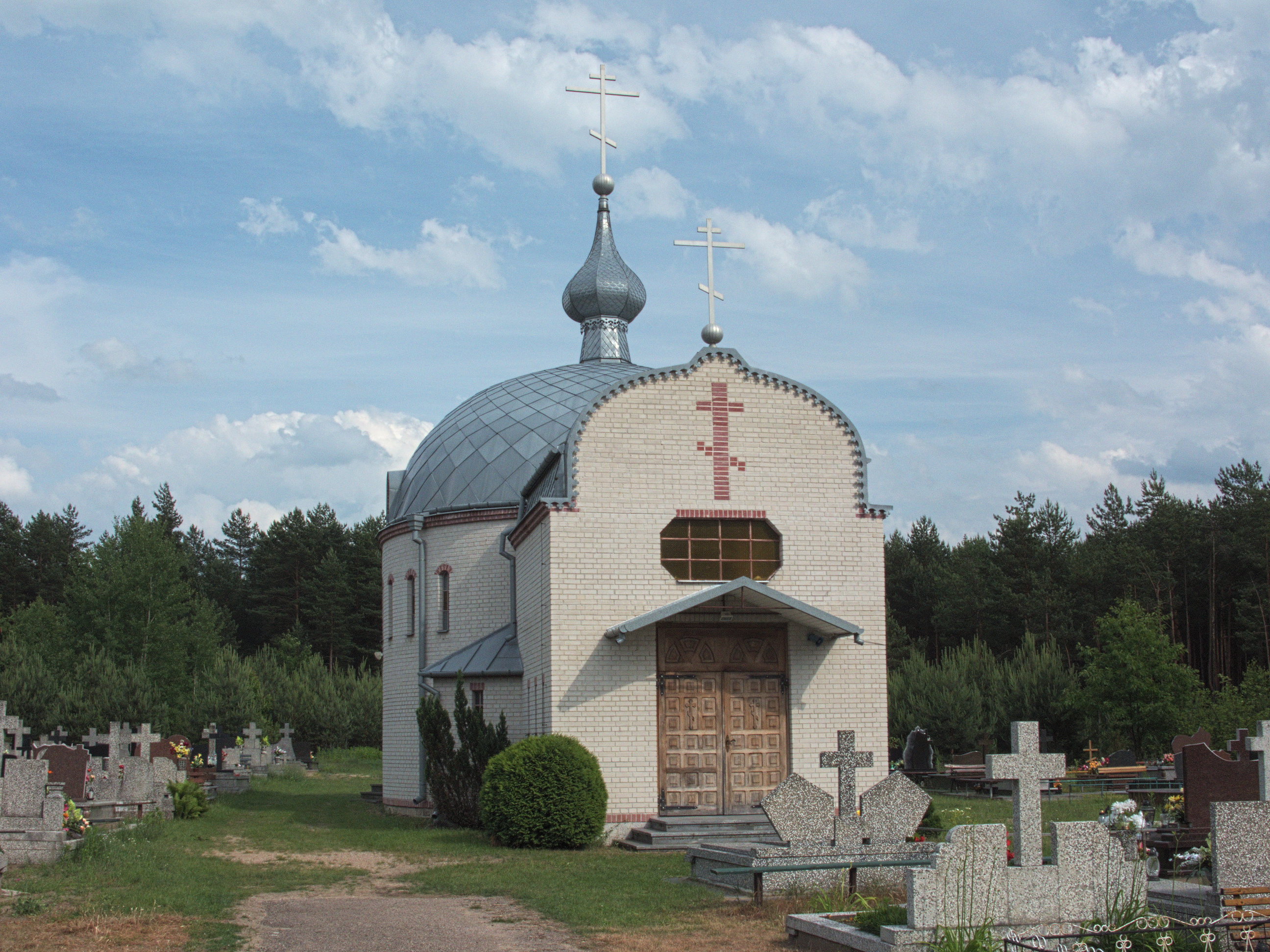
Cerkiew cmentarna św. Apostoła Tomasza